# Чемпіонат світу з трекових велоперегонів 2017 — кейрін (чоловіки)
Змагання з кейріну серед чоловіків на Чемпіонаті світу з трекових велоперегонів 2017 відбулись 13 квітня.

## Результати

### Перший раунд
Перші двоє велогонщиків з кожного заїзду кваліфікувались у другий раунд, всі інші кваліфікувалися до перезаїздів першого раунду.

#### Заїзд 1
| Місце | Ім'я             | Країна          | Відставання | Примітки |
| ----- | ---------------- | --------------- | ----------- | -------- |
| 1     | Метью Ґлетцер    | Австралія       |             | Q        |
| 2     | Франсуа Перві    | Франція         | +0.113      | Q        |
| 3     | Льюїс Оліва      | Велика Британія | +0.206      |          |
| 4     | Йоахім Айлерс    | Німеччина       | +0.234      |          |
| 5     | Х'юго Барретт    | Канада          | +0.298      |          |
| 6     | Закарі Вільямс   | Нова Зеландія   | +0.307      |          |
| 7     | Сантьяго Рамірес | Колумбія        | +0.373      |          |

#### Заїзд 2
| Місце | Ім'я                | Країна            | Відставання | Примітки |
| ----- | ------------------- | ----------------- | ----------- | -------- |
| 1     | Едвард Докінс       | Нова Зеландія     |             | Q        |
| 2     | Томас Бабек         | Чехія             | +0.059      | Q        |
| 3     | Кан Ши Фен          | Китайський Тайбей | +0.117      |          |
| 4     | Максіміліан Дорнбах | Німеччина         | +0.155      |          |
| 5     | Томоюкі Кавабата    | Японія            | +0.234      |          |
| 6     | Франческо Чечі      | Італія            | +0.443      |          |
| 7     | Васіліюс Лендел     | Литва             | +0.468      |          |

#### Заїзд 3
| Місце | Ім'я                         | Країна            | Відставання | Примітки |
| ----- | ---------------------------- | ----------------- | ----------- | -------- |
| 1     | Фабіан Ернандо Пуерта Сапата | Колумбія          |             | Q        |
| 2     | Азізуласні Аванг             | Малайзія          | +0.041      | Q        |
| 3     | Юта Вакімото                 | Японія            | +0.118      |          |
| 4     | Квесі Браун                  | Тринідад і Тобаго | +0.179      |          |
| 5     | Квентін Лафарг               | Франція           | +0.207      |          |
| 6     | Сергій Омельченко            | Азербайджан       | +0.346      |          |
| 7     | Давид Сойка                  | Чехія             | +0.507      |          |

#### Заїзд 4
| Місце | Ім'я             | Країна          | Відставання | Примітки |
| ----- | ---------------- | --------------- | ----------- | -------- |
| 1     | Сем Вебстер      | Нова Зеландія   |             | Q        |
| 2     | Джозеф Трумен    | Велика Британія | +0.092      | Q        |
| 3     | Мухаммад Саром   | Малайзія        | +0.096      |          |
| 4     | Андрій Винокуров | Україна         | +0.205      |          |
| 5     | Марк Юрчик       | Німеччина       | +0.238      |          |
| 6     | Павел Келемен    | Чехія           | +0.316      |          |
| 7     | Юдай Нітта       | Японія          | +0.403      |          |

- Q = кваліфікувались у другий раунд

### Додатковий раунд
Переможець кожного заїзду кваліфікується в другий раунд.

#### Заїзд 1
| Місце | Ім'я             | Країна          | Відставання | Примітки |
| ----- | ---------------- | --------------- | ----------- | -------- |
| 1     | Андрій Винокуров | Україна         |             | Q        |
| 2     | Квентін Лафарг   | Франція         |             |          |
| 3     | Сантьяго Рамірес | Колумбія        | +0.047      |          |
| 4     | Льюїс Оліва      | Велика Британія | +0.103      |          |
| 5     | Франческо Чечі   | Італія          | +0.174      |          |

#### Заїзд 2
| Місце | Ім'я             | Країна            | Відставання | Примітки |
| ----- | ---------------- | ----------------- | ----------- | -------- |
| 1     | Марк Юрчик       | Німеччина         |             | Q        |
| 2     | Томоюкі Кавабата | Японія            | +0.117      |          |
| 3     | Закарі Вільямс   | Нова Зеландія     | +0.168      |          |
| 4     | Кан Ши Фен       | Китайський Тайбей | +0.208      |          |
| 5     | Давид Сойка      | Чехія             | +0.572      |          |

#### Заїзд 3
| Місце | Ім'я                | Країна            | Відставання | Примітки |
| ----- | ------------------- | ----------------- | ----------- | -------- |
| 1     | Павел Келемен       | Чехія             |             | Q        |
| 2     | Максіміліан Дорнбах | Німеччина         | +0.083      |          |
| 3     | Квесі Браун         | Тринідад і Тобаго | +0.105      |          |
| 4     | Х'юго Барретт       | Канада            | +0.123      |          |
| 5     | Юта Вакімото        | Японія            | +0.276      |          |

#### Заїзд 4
| Місце | Ім'я              | Країна      | Відставання | Примітки |
| ----- | ----------------- | ----------- | ----------- | -------- |
| 1     | Йоахім Айлерс     | Німеччина   |             | Q        |
| 2     | Мухаммад Саром    | Малайзія    | +0.061      |          |
| 3     | Сергій Омельченко | Азербайджан | +0.164      |          |
| 4     | Васіліюс Лендел   | Литва       | +0.527      |          |
| 5     | Юдай Нітта        | Японія      | +0.981      |          |

- Q = кваліфікувались у другий раунд

### Другий раунд
Перші троє велогонщиків кваліфікуються у фінал за 1-6 місця, всі інші - за 7-12.

#### Заїзд 1
| Місце | Ім'я             | Країна        | Відставання | Примітки |
| ----- | ---------------- | ------------- | ----------- | -------- |
| 1     | Метью Ґлетцер    | Австралія     |             | Q        |
| 2     | Томас Бабек      | Чехія         | +0.156      | Q        |
| 3     | Азізуласні Аванг | Малайзія      | +0.172      | Q        |
| 4     | Сем Вебстер      | Нова Зеландія | +0.376      |          |
| 5     | Андрій Винокуров | Україна       | +0.509      |          |
| 6     | Йоахім Айлерс    | Німеччина     |             | REL      |

#### Заїзд 2
| Місце | Ім'я                         | Країна          | Відставання | Примітки |
| ----- | ---------------------------- | --------------- | ----------- | -------- |
| 1     | Фабіан Ернандо Пуерта Сапата | Колумбія        |             | Q        |
| 2     | Марк Юрчик                   | Німеччина       | +0.082      | Q        |
| 3     | Павел Келемен                | Чехія           | +0.130      | Q        |
| 4     | Едвард Докінс                | Нова Зеландія   | +0.164      |          |
| 5     | Джозеф Трумен                | Велика Британія | +1.226      |          |
| 6     | Франсуа Перві                | Франція         |             | REL      |

### Фінали
Фінали розпочались о 21:33.

#### Малий фінал
| Місце | Ім'я             | Країна          | Відставання | Примітки |
| ----- | ---------------- | --------------- | ----------- | -------- |
| 7     | Йоахім Айлерс    | Німеччина       |             |          |
| 8     | Джозеф Трумен    | Велика Британія | +0.066      |          |
| 9     | Андрій Винокуров | Україна         | +0.126      |          |
| 10    | Франсуа Перві    | Франція         | +0.267      |          |
| 11    | Сем Вебстер      | Нова Зеландія   | +0.368      |          |
| 12    | Едвард Докінс    | Нова Зеландія   | +1.676      |          |

#### Фінал
| Місце | Ім'я                         | Країна    | Відставання | Примітки |
| ----- | ---------------------------- | --------- | ----------- | -------- |
| 1     | Азізуласні Аванг             | Малайзія  |             |          |
| 2     | Фабіан Ернандо Пуерта Сапата | Колумбія  | +0.382      |          |
| 3     | Томас Бабек                  | Чехія     | +0.417      |          |
| 4     | Метью Ґлетцер                | Австралія | +0.473      |          |
| 5     | Павел Келемен                | Чехія     | +0.590      |          |
| 6     | Марк Юрчик                   | Німеччина | +0.663      |          |